# Mai 1834

## Événements
- 1er mai, Belgique : ordonnance royale sur la construction et l'exploitation par l'état d'un réseau de chemins de fer ayant pour point central Malines et se dirigeant, à l'est, vers la frontière de Prusse, au nord sur Anvers, à l'ouest sur Ostende, et au Midi vers Bruxelles et la frontière française.

- 2 mai, France : discours de Lamartine à la Chambre des Députés pour la colonisation de l'Algérie.

- 6 mai, Etats-Unis : création du diocèse de Vincennes

- 13 mai, France : la Chambre des députés vote 14 millions de crédits supplémentaires pour pouvoir entretenir une armée de 360 000 hommes.

- 15 mai, France : la Chambre des députés vote un projet de loi réprimant sévèrement la détention et l’usage d’armes de guerre.

- 19 mai, France : loi sur l'état des officiers.

- 24 mai, France :
  - Loi réprimant les insurrections.
  - Clôture de la session parlementaire.

- 25 mai, France : ordonnance qui dissout la Chambre des députés, convoque les collèges électoraux pour le 21 juin et fixe au 20 août l’ouverture de la session parlementaire de 1835.

- 26 mai :
  - Guerre civile portugaise : défaite des partisans de Miguel Ier à Asseiceira.
  - Convention d’Evoramonte. Miguel Ier renonce définitivement à tous ses droits sur la couronne du Portugal. Pedro meurt cette même année et le pouvoir passe à sa fille, Maria, déclarée majeure, sous la pression de la Quadruple-Alliance (fin en 1853). La société politique, d’accord sur l’éviction de Miguel Ier, est divisée en deux groupes : l’un (chartistes), préconise la soumission à la charte de 1826 (propriétaires terriens, bourgeoisie). L’autre regroupe des idéologues attachés à l’expression de la souveraineté nationale, partisans du retour à la constitution de 1822 (artisans, petits commerçants, classes moyennes).

- 27 mai, France : Prosper Mérimée est nommé Inspecteur général des monuments historiques de la France.

- 30 mai : Johannes van den Bosch devient ministre des Colonies aux Pays-Bas (fin en 1835).

## Naissances
- 5 mai : Viktor Hartmann, architecte et peintre russe († 4 août 1873).
- 6 mai : 
  - John Herbert Turner (mort le 9 décembre 1923), homme politique britanno-colombien
  - Jan Kvíčala (mort le 10 juin 1908), professeur de langues classiques à l’Université de Prague et homme politique tchèque
- 8 mai : Fritz Müller (mort en 1895), médecin et zoologue suisse.
- 13 mai : Henri Bouchet-Doumenq, peintre français († 12 mai 1908).
- 20 mai : Albert Niemann (mort en 1861), chimiste et pharmacien allemand.

## Décès
- 6 mai :
  - Pierre-François Réal (né le 28 mars 1757), homme politique et juriste français
  - José Acúrsio das Neves (né le 14 décembre 1766), homme politique, magistrat et historien portugais
- 20 mai : Marquis de La Fayette, militaire.
- 25 mai : Charles Joseph Auriol, peintre suisse. (° 13 novembre 1778).